# Acraea akoafima
Acraea akoafima är en fjärilsart som beskrevs av Le Doux 1928. Acraea akoafima ingår i släktet Acraea och familjen praktfjärilar. Inga underarter finns listade i Catalogue of Life.